# Paul Reuter
Paul Reuter, né le 12 février 1911 à Metz et mort le 29 avril 1990 à Paris, est un juriste et professeur d'université français.

## Biographie

### Jeunesse et études
Né à Metz le 12 février 1911, Paul Reuter effectue des études de droit à l'université de Nancy et défend un thèse de doctorat en droit en 1933. Il est reçu à l'agrégation de droit en 1938.

### Parcours professoral
Il est nommé professeur à l'université de Poitiers. Pendant le Seconde Guerre mondiale, il passe en zone libre et enseigne à l'université d'Aix-Marseille, ainsi qu'à l'École nationale des cadres d'Uriage. 
En 1951, Paul Reuter est élu à la faculté de droit de l'université de Paris. Entre 1957 et 1979, il y enseigne essentiellement le droit international. Il enseigne également à l'Institut d'études politiques de Paris.

### Parcours professionnel
Après la Libération, tout en continuant à enseigner à Aix-en-Provence, il est membre du cabinet de Pierre-Henri Teitgen dans les différents ministères que ce dernier occupe entre 1944 et 1947.
En 1950, il rencontre Jean Monnet, alors Commissaire au Plan, et fait partie du petit groupe qui élabore la proposition de Plan Schuman, puis est membre de la délégation française lors des négociations menant à la création de la Communauté européenne du charbon et de l'acier. L'Europe unie naissante devient ensuite l'un de ses sujets d'étude. 
Il siège au sein du Comité central permanent de l'opium, de l'Organe international de contrôle des stupéfiants et à la Commission du droit international des Nations unies. 
Il prend sa retraite en 1979.

## Œuvres
- Les trusts, École nationale des cadres d'Uriage, Uriage, 1941.
- La Communauté européenne du charbon et de l'acier, Librairie générale de droit et de jurisprudence, Paris, 1953.
- Institutions internationales, Presses universitaires de France, Paris, 1955.
- Droit international public, Presses universitaires de France, Paris, 1958.
- Traités et documents diplomatiques, avec André Gros, Presses Universitaires de France, 1959.
- Organisations européennes, Presses universitaires de France, Paris, 1965.
- Introduction au droit des traités, Armand Colin, Paris, 1972.